# Allothyone multipes
Allothyone multipes is een zeekomkommer uit de familie Phyllophoridae.
De wetenschappelijke naam van de soort werd in 1908 gepubliceerd door Augustin.